# 聖体の奇跡

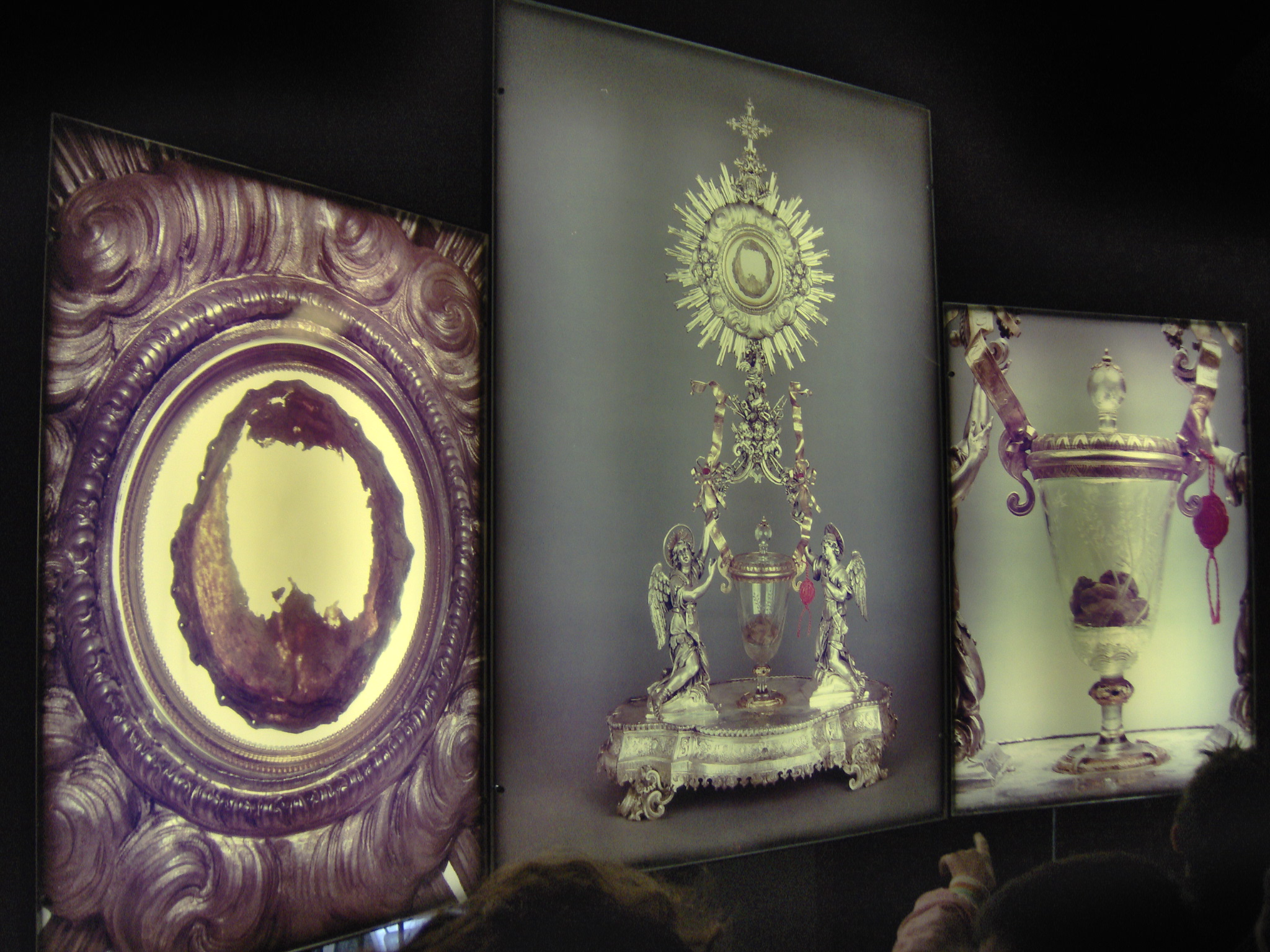
ランチャーノの聖体の奇跡・リアライトパネル

聖体の奇跡は、聖体に関連した科学的な説明ができない一連の現象の事である。

## 概要

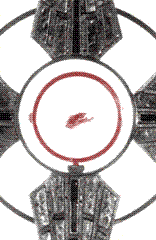
ブエノスアイレスの聖体の奇跡・聖体顕示台

キリスト教では、聖体を含むあらゆる奇跡の事を聖体の奇跡という。カトリック教会、ルーテル教会、東方正教会、メソジスト教会、聖公会、東方諸教会は、聖変化されたパンと葡萄酒にキリストが真に存在するという事実を聖体の奇跡と見なしている。だが、報告される聖体の奇跡は通常、聖別された聖体が出血したり、目に見えて心筋組織に変化したり、非常に長期間保存されているといった説明できない現象で構成されている。状況に応じて肉と血、またはどちらか一方に現れる。

## 調査
聖体の奇跡の調査は、想定される奇跡を報告する部門に依頼する。
- カトリック教会

カトリック教会の場合、委員会が設立され、想定される聖体の奇跡の調査を行う。聖体に起こった現象を専門家によって科学的に分析した後に、ローマ教皇庁が奇跡として承認できるかを判断する。聖母の出現などの他の私的啓示と同様に、信者が承認された奇跡を信じる事はカトリック教会によって義務付けられていないが、信仰にとって大きな助けとなる可能性がある。

### 検証

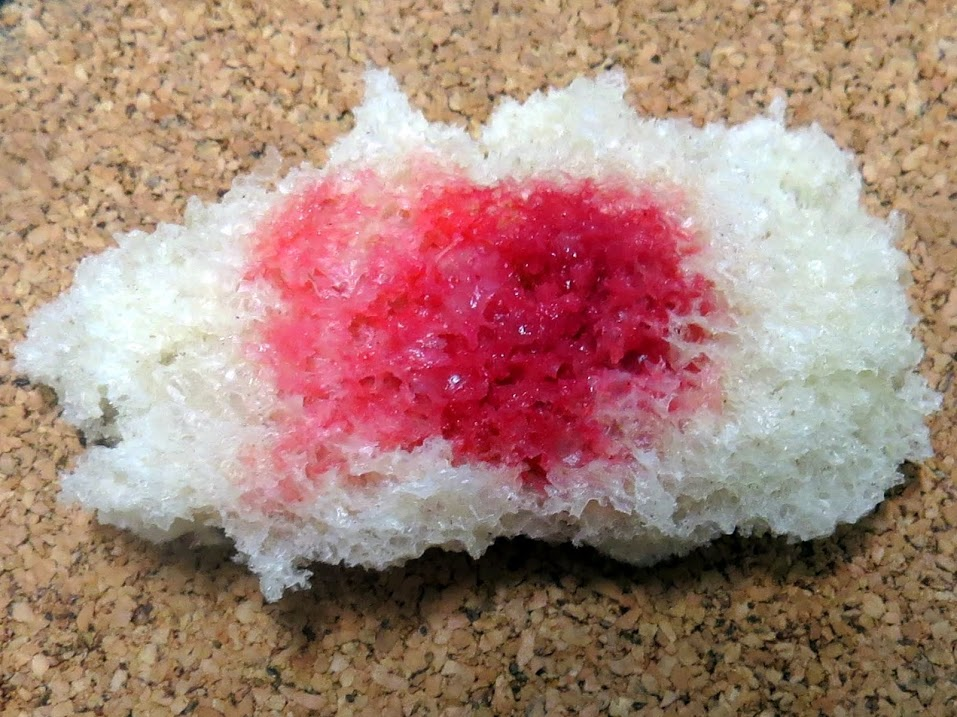
血に染まったパン（セラチア菌の作用）

カトリック教会は、聖体に起こった現象の殆どの状況は、実際には自然の原因の結果として説明できると推定している。「聖体の奇跡の特徴」である超自然的な現象の可能性がある説得力のある兆候が見られる場合にのみ、奇跡を承認する。2013年12月のポーランドでの現象は、2016年4月17日にレグニツァの司教によって奇跡が承認されたが、ほぼ同時に調査された米国のソルトレイクシティの主教区での現象は、奇跡と認められなかった。
特に、セラチア・マルセッセンス菌（プロディジオサム菌、「ミラクルバクテリア」とも呼ばれる）は、聖体の奇跡とされる現象の多くの症状の原因であると言われている。聖体に現れる赤色の増殖が、血の残骸として解釈される。細菌は、葡萄酒に浸した聖体で特に急速に発育する。カビのアカパンカビも聖体で繁殖し、赤くする可能性がある。これは、血の奇跡の誤った印象を与える。この種の真菌または細菌の増殖は、水に浸された聖体でも度々起こる。
真菌や細菌による説明ができないものは、聖体に人間の血液や体の細胞が見られる奇跡であり、または、そのような細胞の増殖が聖体に見られる奇跡である（通常は「心臓組織」として特定される）。組織病理学的に調査し、より綿密に特定することができる。

## 各国の聖体の奇跡
世界中で、様々なタイプで特徴付けられる約160の聖体の奇跡が起こっている。
- イタリア：ランチャーノの奇跡

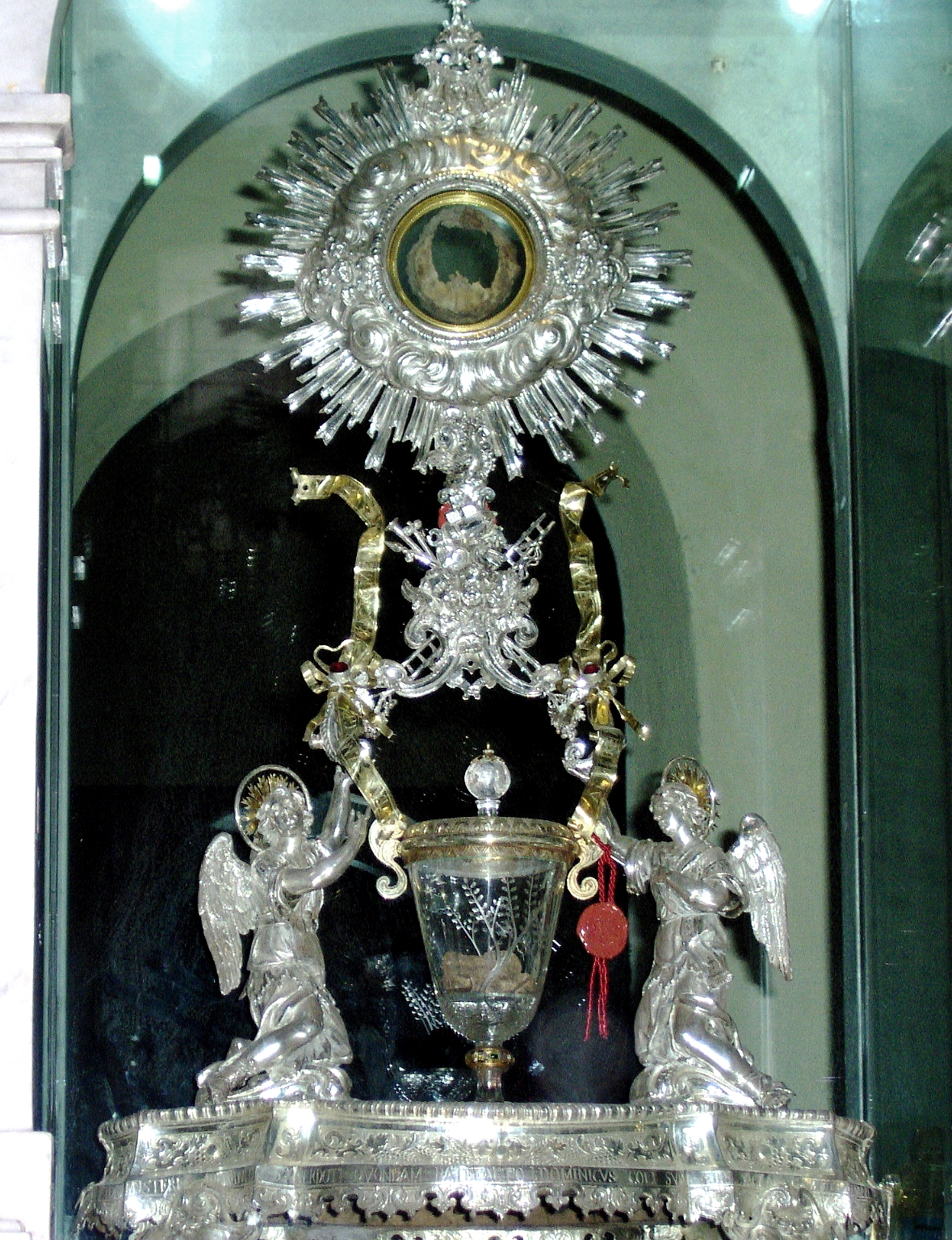
ランチャーノの聖体の奇跡・聖体顕示台と杯

- アルゼンチン：ブエノスアイレスの聖体の奇跡
- ポーランド：レグニツァの聖体の奇跡
- オーストリア：ゼーフェルトの聖体の奇跡
- ベルギー：Bois-Seigneur-Isaacの聖体の奇跡
- コロンビア：トゥマコの聖体の奇跡
- クロアチア：ルドブレグの聖体の奇跡
- フランス：パリの聖体の奇跡
- ドイツ：ヴァルデュルンの聖体の奇跡
- メキシコ：ティクストラの聖体の奇跡
- オランダ：アルクマールの聖体の奇跡
- ポルトガル：サンタレンの聖体の奇跡
- スペイン：イヴォラの聖体の奇跡
- スイス：エッティスヴィルの聖体の奇跡
- ベネズエラ：フィンカ・ベタニアの聖体の奇跡

### 聖人と聖体拝領
- 聖ヨハネ・ボスコの伝記によると、1848年3月神のお告げの祭日（英語版）、ドン・ボスコは360人の若者たちが参加していたミサの聖体拝領の時に、聖櫃の聖体布には8人分の聖体しか残っていないことに気づき、聖体を増やし始めた。ミサに参加していた全ての人がドン・ボスコが何をするのか気づき、驚いたという。最初のサレジオ会司祭の1人であるジュゼッペ・ブゼッティも、ドン・ボスコが聖体を増やして聖体を授けるのを見たという[15]。

- 聖ファウスティナ・コヴァルスカの日記によると、1938年4月、金色のスータン、透明な祭服とストラをに身を包んだ輝きわたる熾天使が現れ、「天使たちの主を見なさい」という言葉でファウスティナに聖体拝領を授けた。カリスは水晶で透明なベールで覆われていた[16]。